# Монтенеро Вал Кокијара
Монтенеро Вал Кокијара (итал. Montenero Val Cocchiara) је насеље у Италији у округу Изернија, региону Молизе.
Према процени из 2011. у насељу је живело 554 становника. Насеље се налази на надморској висини од 904 м.

## Становништво
| 1931. | 1936. | 1951. | 1961. | 1971. | 1981. | 1991. | 2001. | 2011. |
| ----- | ----- | ----- | ----- | ----- | ----- | ----- | ----- | ----- |
| 1.519 | 1.485 | 1.244 | 968   | 814   | 767   | 683   | 608   | 558   |